# ＃ユメトモの輪ツアー2015春 at 中野サンプラザ
『#ユメトモの輪ツアー2015春 at 中野サンプラザ』（ユメトモのわツアーにせんじゅうごはる アット なかのサンプラザ）は、日本のアイドルグループ・夢みるアドレセンスの映像作品。DVD+CDとBlu-ray+CDで発売。

## 概要
2015年3月1日から4月25日まで全4公演行われた初のワンマンツアー。サブタイトルに「日経エンタ!さん、ごめんなさい! わたしたち結局メジャーデビューしちゃいます東・名・阪TOUR」とあるように、ソニー・ミュージックアソシエイテッドレコーズからのメジャーデビューを記念して開催された。
本作は最終日である、4月25日の中野サンプラザでの千秋楽公演を映像パッケージ化。特典として当日のバックステージ映像も収録。

## 収録内容
1. OVERTURE
2. Bye Bye My Days
メジャーデビュー曲。
3. マワルセカイ
4. どこにでもいる、至って普通
5. 純情マリオネット
6. ヒロイン
7. 秘密
8. 涙が出るくらい 伝えたい想い
ピアノアレンジバージョンで披露[2]。
9. DATE COUNT FIVE
10. ハナモモ
11. キャンディちゃん
12. 泣き虫スナイパ→
13. ＜大喜利コーナー＞
本公演開催時点でトップを走っていた荻野可鈴が最終的に優勝。志田友美が最下位となり、足つぼマッサージの罰ゲームを受けた[2]。
14. ステルス部会25:00
15. 証明ティンエイジャー
16. 絶対的シンパシー
17. 17:30のアニメ
18. JUMP!
19. フォトシンテシス（アンコール）[2]
20. ひまわりハート（アンコール）[2]